# Malachy Bowes Daly
Malchy Bowes Daly, né le 6 février 1836 et mort le 26 avril 1920, est un homme politique canadien, qui fut Lieutenant-gouverneur de la province de Nouvelle-Écosse de 1890 à 1900.